# Antíoco de Ascalón
Antíoco de Ascalón (c 130-68/67 a. C.) fue el último filósofo de la Tercera Academia (Platón); enseñó primero en Atenas y marchó después a Alejandría.

## Biografía
Al parecer nació en Ascalón, antigua ciudad de la costa de Oriente Medio (actualmente  Israel) en la provincia romana de Siria. No se conocen las fechas exactas de su nacimiento y muerte, aunque pudo vivir entre 150 y 68 a. C. aproximadamente.
Fue discípulo del estoico Mnesarco, de Marco Terencio Varrón y de Filón de Larisa, quien sostenía un pensamiento distinto a Antíoco, y fue maestro de Cicerón. Sucedió a Filón como escoliarca de la Academia Nueva. 
Estuvo interesado en revitalizar la doctrina de Platón superando el escepticismo. Influenciado por distintas corrientes filosóficas, llegó a una postura puramente ecléctica, que algunos consideran eclecticismo dogmático. Intentó conciliar la filosofía de Platón con la de Aristóteles y el estoicismo, buscando un núcleo de verdad en la coincidencia de opiniones de los grandes filósofos. Mantuvo una postura próxima a Panecio de Rodas y Posidonio del estoicismo medio.
Antíoco se fue a enseñar primero en Alejandría y más tarde a Siria, donde murió.

## Enlaces
- Perseus Digital Library, la mayor base de textos griegos y latinos
- Lista de Autores y Obras del Diccionario Griego-Español
- L´Année Philologique, la enciclopedia bibliográfica del mundo clásico que recoge todo lo publicado cada año (disponible en Red e impreso
- Suidas, la enciclopedia bizantina del siglo XI en línea Archivado el 24 de septiembre de 2015 en Wayback Machine.